# Т2 Трейнспоттінг
«Т2 Трейнспоттінг» (англ. T2: Trainspotting) — британський трагікомедійний фільм, знятий Денні Бойлом за романом «Порно» Ірвіна Велша. Він є продовженням фільму «На голці» (1996). Прем'єра стрічки у Великій Британії відбулась 27 січня 2017 року.
В Україні фільм мав вийти у широкий прокат 9 березня 2017 року, але в останній момент прокатник B&H без пояснення скасував український прокат стрічки. Згодом все-таки відбувся фестивальний показ стрічки, коли її було показано українським кіноманам 21 жовтня 2017 року в рамках кіноподії «Молодість. Пролог–47».

## Синопсис
Фільм розповідає про единбурзьких наркоманів, які намагаються увірватися в порнобізнес.

## У ролях
- Юен Мак-Грегор — Марк Рентон
- Юен Бремнер — Деніел Мерфі
- Джонні Лі Міллер — Саймон Вільямсон
- Роберт Карлайл — Френсіс Бегбі
- Ірвін Велш — Майкі Форрестер
- Ширлі Гендерсон — Ґейл
- Джеймс Космо — містер Рентон
- Келлі Макдональд — Діана
- Кевін Маккідд[en] — Томмі Маккензі
- Анжела Недялкова — Вероніка Ковач
- Саймон Вейр[en] — Джайлгоуз

## Виробництво
Зйомки фільму почались 10 березня 2016 року в Единбурзі.